# Friedrich Ferdinand Alexander zu Dohna-Schlobitten
Friedrich Ferdinand Alexander zu Dohna-Schlobitten (29 de marzo de 1771 - 31 de marzo de 1831) fue un político prusiano.

## Biografía
Dohna-Schlobitten nació en Finckenstein (actualmente Kamieniec, Polonia) siendo hijo de Friedrich Alexander Burggraf und Graf zu Dohna-Schlobitten (1741-1810) y de Caroline, nacida Finck von Finckenstein (1746-1825). Estudió cameralismo en las Universidades de Frankfurt (Oder) y Göttingen. En Hamburgo, donde visitó un colegio comercial, Dohna se hizo amigo de Alexander von Humboldt. En 1790 ingresó en el Ministerio de Guerra prusiano y en la Cámara de Dominio (Kriegs- und Domänenkammer) en Berlín y fue promovido a Director de la cámara regional en Marienwerder en 1801. Después de la derrota prusiana en Jena y Auerstedt en 1806 Dohna no rindió homenaje a Napoleón sino que solamente aseguró que las autoridades locales no actuarían contra las tropas francesas. Dohna fue detenido voluntariamente como rehén para asegurar su promesa.
En abril de 1807 Dohna negoció con Napoleón en el Palacio de Finckenstein una paz separada franco-prusiana y logró una exención del pago de tributos de la provincia de Prusia Occidental.
El 4 de agosto de 1807 Federico Guillermo III de Prusia designó a Dohna como Presidente de la Cámara de Dominio. A propuesta de Heinrich Friedrich Karl vom Stein Dohna se convirtió en su sucesor como ministro prusiano del Interior después de que Stein fuera obligado a abandonar el cargo por presión de los franceses en 1808. Como tal Dohna apoyó la fundación de la Universidad de Berlín por Wilhelm von Humboldt.

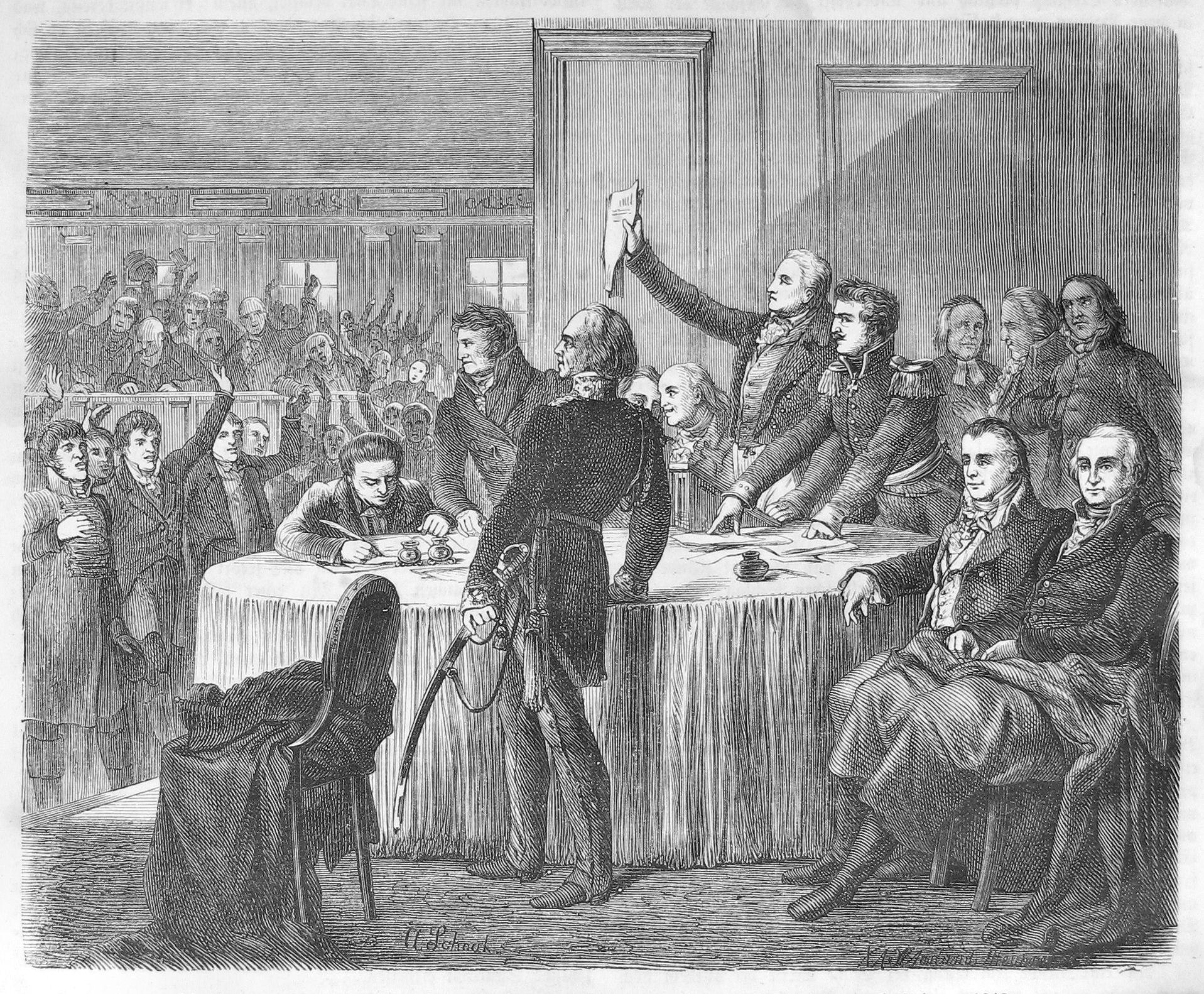
Los estados de Prusia en Königsberg en 1813.

Dohna se opuso a Karl August von Hardenberg y abandonó el cargo en noviembre de 1810. Retornó a sus fincas en Prusia Oriental y organizó un encuentro de los estados prusianos en Königsberg con Ludwig Yorck von Wartenburg el 5 de febrero de 1813 tras la Convención de Tauroggen. Aquí Dohna fue elegido Director de la Comisión de Armamento del Pueblo y organizó la resistencia contra las tropas francesas en retirada tras la campaña de Napoleón en Rusia.
Cooperando con Carl von Clausewitz elaboró un ajuste para crear el Landwehr prusiano, que fue subsiguientemete aprobado por el rey prusiano el 17 de marzo de 1813, y fue designado gobernador civil de los territorios prusianos al este del Vístula. Después de ser abandonada esta posición en junio de 1814 Dohna se retiró de nuevo y volvió a sus fincas de Schlobitten. Estuvo todavía activo en la política regional y fue diputado por el distrito de Mohrungen en el primer Parlamento de Prusia Oriental en 1824. También protestó contra los Decretos de Karlsbad en 1820.
Dohna murió en Königsberg.